# Amt Ziesar
Amt Ziesar är ett administrativt kommunalförbund (i brandenburgsk förvaltningsrätt: Amt), beläget i västra delen av Landkreis Potsdam-Mittelmark i förbundslandet Brandenburg i Tyskland, sydväst om staden Brandenburg an der Havel. Amtet bildades 1992 och sköter kommunala uppgifter åt de tre ingående kommunerna.
De ingående kommunerna är staden Ziesar, vars biskopsborg är säte för administrationen, samt kommunerna Buckautal, Görzke, Gräben, Wenzlow och Wollin, med en sammanlagd befolkning på 6 116 invånare (2019).

## Befolkning
- Befolkningsutveckling sedan 1875 inom nuvarande kommungränser.
- Aktuella befolkningsutveckling (blå linje) och prognoser.

| År   | Invånare |
| ---- | -------- |
| 1875 | 8 518    |
| 1890 | 8 567    |
| 1910 | 8 861    |
| 1925 | 8 960    |
| 1933 | 8 752    |
| 1939 | 9 050    |
| 1946 | 12 133   |
| 1950 | 12 041   |
| 1964 | 9 509    |
| 1971 | 8 950    |

| År   | Invånare |
| ---- | -------- |
| 1981 | 8 135    |
| 1985 | 7 962    |
| 1989 | 7 883    |
| 1990 | 7 809    |
| 1991 | 7 574    |
| 1992 | 7 929    |
| 1993 | 8 066    |
| 1994 | 7 965    |
| 1995 | 8 023    |
| 1996 | 7 997    |

| År   | Invånare |
| ---- | -------- |
| 1997 | 7 977    |
| 1998 | 8 009    |
| 1999 | 7 977    |
| 2000 | 7 962    |
| 2001 | 8 003    |
| 2002 | 7 891    |
| 2003 | 7 484    |
| 2004 | 7 136    |
| 2005 | 6 968    |
| 2006 | 6 883    |

| År   | Invånare |
| ---- | -------- |
| 2007 | 6 768    |
| 2008 | 6 656    |
| 2009 | 6 548    |
| 2010 | 6 464    |
| 2011 | 6 300    |
| 2012 | 6 269    |
| 2013 | 6 181    |
| 2014 | 6 111    |
| 2015 | 6 109    |
| 2016 | 6 070    |

| År   | Invånare |
| ---- | -------- |
| 2017 | 6 070    |
| 2018 | 6 037    |
| 2019 | 6 116    |
| 2020 | 6 083    |

Detaljerade källor anges i Wikimedia Commons..